# Microserica imitatrix
Microserica imitatrix är en skalbaggsart som beskrevs av Moser 1915. Microserica imitatrix ingår i släktet Microserica och familjen Melolonthidae. Inga underarter finns listade i Catalogue of Life.